# آرشیو شرق لاتین
آرشیو شرق لاتین (به لاتین: Archives de l'Orient Latin) که با نام اختصاری AOL نیز شناخته می‌شود، نام مجموعه‌ای است ۲ جلدی که در پاریس انتشار یافته است. این مجموعه شامل اسناد و مدارکی مرتبط با قرون میانه و به خصوص جنگ‌های صلیبی است.